# Brian Peter John Molloy
Brian Peter John Molloy (Wellington, Dominio de Nueva Zelanda, 12 de agosto de 1930 - Christchurch, Nueva Zelanda, 31 de julio de 2022) fue un botánico, jugador de rugby union y ecólogo neozelandés.

## Biografía
Estudió en la "Massey Agricultural College" y en el "Christchurch Training College", para luego especializarse en botánica y en suelos en la "Canterbury University" y en el "Lincoln College", graduándose con un PhD en 1966.

## Algunas publicaciones

### Libros
- Native Orchids of New Zealand
- Ferns in Peel Forest

## Honores
- 1997, electo "Officer of the New Zealand Order of Merit (ONZM) por servicios a la conservación[2]

### Epónimos
En su honor se nombra la especie:
- (Leguminosae) Sophora molloyi Heenan & de Lange 2001

- La abreviatura «Molloy» se emplea para indicar a Brian Peter John Molloy como autoridad en la descripción y clasificación científica de los vegetales.[3]